# BK Sparta Prag
Der Basketbalový Klub Sparta Praha ist ein tschechischer Basketballverein aus Prag.

## Geschichte
Der Verein wurde 1939 als AC Sparta Prag gegründet. In der damaligen Tschechoslowakei wurde Sparta Prag zweimal Basketballmeister und zehnmal Vizemeister.

### Vereinsnamen
| - Von 2007: BA Sparta Praha - 1991–2006: BC Sparta Prag | - 1965–1990: Sparta CKD Prag - 1950–1964: Spartak Sokolovo Prag - 1939–1949: AC Sparta Prag |

### Trainer
| - 2003–2006: Jaromír Geršl - 1994–1996, 1997–2003: Michal Ježdík - 1993–1994: Pavel Majerík - 1992–1993: Jiří Zídek - 1990–1992: Jiří Růžička - 1985–1990: Lubor Blažek - 1979–1985: Vladimír Mandel - 1971–1979: Jiří Baumruk | - 1970–1971: Ladislav Šenkýř - 1965–1970, 1996–1997: Vladimír Heger - 1964–1965: Vladimír Lodr - 1952–1956, 1958–1964: Josef Ezr - 1950–1951, 1955–1958: Lubomír Bednář - 1948–1950: Miloslav Kříž - 1946–1948: Jaroslav First - 1942–1944: Josef Klíma - 1939–1942: Václav Jeřábek |

## Erfolge
- Tschechoslowakischer Meister: (2×) 1940, 1960
- Tschechoslowakischer Vizemeister: (10×) 1948/49, 1949/50, 1950/51, 1951, 1956, 1959, 1961, 1989, 1990, 1991
- Platz drei in der Tschechoslowakischen Meisterschaft: (9×) 1942, 1957, 1962, 1964, 1964, 1966, 1967, 1968, 1969, 1976
- Tschechischer Vizemeister: 1993
- Tschechische Meisterschaft - dritte Platz: 1994
- Tschechische Cup - zweite Platz: 1995

## Bekannte ehemalige Spieler
- Josef Ezr (31. Oktober 1923 – 2. November 2013)[2] Sparta Prag Player (1948–1959), Trainer (1952–1964), President (1952–1990)
- Jiří Baumruk (27. Juni 1930 – 23. November 1989)[3][4] Sparta Prag Player (1949–1964), Trainer (1971–1979)
- Bohumil Tomášek (* 21. Juni 1936)[5][6] Sparta Prag Player (1949–1964)
- Zdeněk Douša (* 5. März 1947)[7][8] Sparta Prag Player (1966–1987)
- Vladimír Vyoral (* 5. Dezember 1961)[9] Sparta Prag Player (1980–1991, 1996–2002), Traîner (2004)
- Michal Ježdík (* 4. August 1963)[10] Sparta Prag Player (1981–1998), Trainer (1994–2003)
- Jiří Zídek (* 2. August 1973)[11] Sparta Prag Player (1990–1991), NBA (1995–1998)[12]
- Ondřej Starosta (* 28. Mai 1979) Sparta Prag Player (1998–2000)
- Pavel Miloš (* 26. Juli 1979)[13] Sparta Prague player (1996–2005), NBA Draft 2001 Kandidat[14]
- Jiří Welsch (* 27. Januar 1980)[15][16] Sparta Prag Player (1998–2000), NBA (2002–2006)[17]